# Маламук
«Маламук» — гренландский футбольный клуб из города Уумманнак. Однако, все матчи клуб проводит на Национальном стадионе в Нууке.

Полузащитник ФК Маламук Каасса Зииб был признан лучшим игроком сборной Гренландии на прошедшем в 2006 году ELF Cup.

## Достижения
- Coca Cola GM: 1
  - Чемпионы : 2004